# Chaetexorista eutachinoides
Chaetexorista eutachinoides là một loài ruồi trong họ Tachinidae.